# Culture Qaraoun

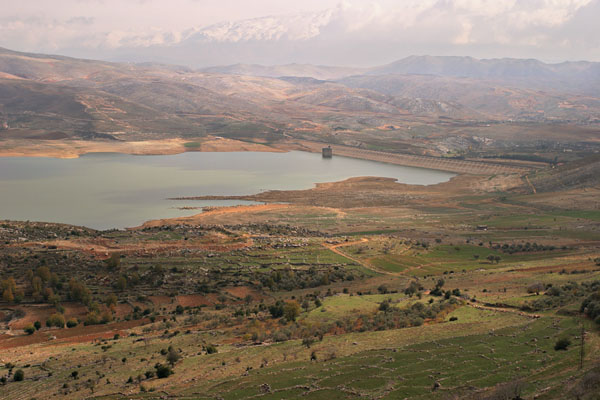
Le lac Qaraoun en 2003, Liban

La Culture Qaraoun est une culture du Néolithique libanais établie autour de Qaraoun dans la vallée de la Bekaa. L'industrie dite du « Gros Néolithique » caractérisée par de lourds outils en pierre et silex du Néolithique et typique de cette culture a été définie par Henri Fleisch et confirmée par A. Rust et Dorothy Garrod.
Dans une étude récente, Maya Haïdar Boustani, conservatrice du Musée de Préhistoire libanaise, a noté que la chronologie de la culture Qaraoun est incertaine et requis une enquête plus approfondie.